# جورج لوكوانت
جورج لوكوانت (بالفرنسية: Georges Lecointe)‏ ا(29 أبريل 1869 - 27 مايو 1929)، ضابط بحرية وعالم بلجيكي. كان نائب قاد البعثة البلجيكية للقارة القطبية الجنوبية، أول بعثة تقضي الشتاء في القارة القطبية الجنوبية. بعد عودته إلى بلجيكا ، شارك بشكل مكثف في تأسيس مجلس الأبحاث الدولي والاتحاد الفلكي الدولي.